# Dorylaimopsis peculiaris
Dorylaimopsis peculiaris är en rundmaskart som beskrevs av Platonova 1971. Dorylaimopsis peculiaris ingår i släktet Dorylaimopsis och familjen Comesomatidae. Inga underarter finns listade i Catalogue of Life.